# Готхард Хајнрици
Готхард Хајнрици (Гумбинен, 25. децембар 1886 — Вајнштат, 13. децембар 1971) је био генерал-пуковник немачке армије током Другог светског рата.

## Приватни живот и рана војничка каријера
Рођен је у Гумбинену, у некадашњој Источној Пруској, (данас је то град Гусјев у Калињинградској области, територија Русије), на дан католичког Божића (25. децембра) 1886.
Био је рођак фелдмаршала Герда фон Рундштета, и оженио се Гертрудом Хајнрици, полу-Јеврејком, чија је породица добила Потврду о немачкој крви, лично од Адолфа Хитлера. Хајнрицијеви су имали двоје деце: девојчицу и дечака.
Хајнрицијеви војнички преци сежу све до 12. века. Млади Готхард је наставио ту традицију придруживши се са 19 година 95. пешадијском пуку 8. марта 1905. Учествовао је у Првом светском рату, и на Источном и на Западном фронту, током којег је више пута био одликован. Међу тим одликовањима су Црна рањеничка значка - био је рањен у бици - и Гвоздени крстови Првог и Другог реда, 1914. и 1915. Учествовао је у бици код Таненберга која се водила од 17. августа до 2. септембра 1914.

## Други светски рат
Тешко је наћи немачког генерала који је имао толико ратног искуства као генерал-пуковник Готхард Хајнрици али је, с друге стране, било мало оних тако високог чина који су остали тако слабо познати. Он није био блистави Ромел, слављен међу Немцима због својих успеха, војсковођа ког је Хитлер – са својим смислом за фантастичну пропаганду – наградио маршалском палицом. Хајнрицијево име се ретко кад помињало, осим у директивама за ратне операције. Популарност и слава о којима сања сваки војник су га мимоилазиле јер је током дугих година проведених на Источном фронту увек био присиљен да игра улоге које су га већ по самој својој природи вукле у сенку. Операције које је водио нису били славом овенчани продори из времена “Блицкрига” него суморна и често веома мукотрпна повлачења. Његова специјалност је била одбрана и на том пољу му је мало ко био раван. Разборит, педантан стратег и командант варљиво благог држања, Хајнрици је у сржи био официр чврсте руке, изданак старе аристократске школе која је одавно решила проблем како одржати фронт с минималним снагама и уз најнижу цену. Један његов штапски официр је то веома лепо формулисао у својој опаски: “Хајнрици се повлачи тек кад се ваздух око њега претвори у олово, па и тад тек после зрелог размишљања”.
У рату који је за њега представљао само споро и мучно повлачење од предграђа Москве до Карпата, Хајнрици је много пута одржао положаје у готово безнадежним околностима. Тврдоглав, пркосан, и непопустљив, није пропуштао ни једну прилику – па макар се радило само о одржању невероватног једног километра терена један сат дуже. Ратовао је таквом упорношћу да су га његови официри и војници са поносом називали Unser Giftzwerg – наш жестоки мали. (Giftzwerg у дословном смислу значи “отровни патуљак”, па су они који нису волели Хенриција често употребљавали тај његов надимак управо у том, дословном смислу) Оне који би га први пут срели збуњивао је често његов епитет “жестоки”. Хајнрици је био низак, крхке грађе, благих плавих очију, плаве косе и педантно поткресаних бркова. На први поглед је више личио на неког учитеља но на генерала – и то прилично сиромашног учитеља.
За Хајнрицијевог ађутанта, капетана Хајнриха фон Билу, чињеница да се Хајнирици није ни најмање трудио да изгледа као генерал-пуковник била је стални извор бриге. Фон Била се даноноћно “ждрао” због генераловог изгледа, посебно због његових чизама и капута. Хајнрици је мрзео углачане, до колена високе чизме толико омиљене међу немачким официрима. Много више је волео обичне дубоке ципеле уз које је носио старинске кожне саре, још из Првог светског рата, с ременчићима са стране. Имао је неколико шињела али је највише волео стари, већ помало отрцани кожни капут, постављен јагњећим крзном и упркос свим настојањима фон Биле није хтео да се растави од њега. Своје униформе, слично томе, Хајнрици је носио док се не би распале. А с обзиром на то да је волео да путује без много пртљага, ретко кад је имао уз себе више од једне униформе – оне на себи.
Иницијативу за набавку нове одеће је на крају морао да предузме фон Била – а фон Била се прибојавао таквих разговора јер је обично губио битку. Кад се коначно усудио да потегне то питање, почео је издалека. Као узгред, једном упитао је генерала Хајнриција: Хер Генералоберст, да ли бисте могли да нађете времена да Вам узму меру за нову униформу? Хајнрици је погледао фон Билу преко наочара за читање и мирно рекао: Мислите да би требало, фон Била? Фон Била се на тренаутак понадао да му је лукавство успело, али “Giftzwerg” је на то леденим тоном додао: А зашто? Фон Била се више никада није вратио на то питање.
Хајнрици можда није изгледао као генерал, али је зато деловао у складу са својим чином. Заповедао је разним јединицама од 1939, најпре на Западном фронту. Током напада на Француску, од 10. маја до 22. јуна 1940, Хајнрици је командовао XII корпусом са којим је успео да пробије Мажино линију 14. јуна.
Током операције Барбароса, Хајнрици је био у 2. оклопној групи под командом генерал-пуковника Хајнца Гудеријана, где је командовао XLIII корпусом, када је и заслужио Витешки крст Гвозденог крста. Био је војник до сржи а за људство којим је заповедао, нарочито после борби пред Москвом, права легенда.
У децембру 1941. године немачко муњевито напредовање кроз СССР запело је у снежним наносима пред самом Москвом. Дуж целог фронта око 1.250.000 релативно лагано одевених војника нашло се у клопци преурањене и оштре зиме. Док су се Немци пробијали кроз снег и лед, нове совјетске јединице с Далеког истока, с којима немачка Врховна команда није рачунала, искрсавале су, изгледало је, ниоткуда. Прелазећи у офанзиву Совјети су против Немаца убацили у напад око сто дивизија на зиму навикнутих и за зиму опремљених војника. Немачке армије су биле одбачене након што су претрпеле ужасне губитке и неко време је изгледало да ће доћи до репризе ужасног повлачења Наполеона из 1812, али далеко већих размера и неупоредиво крвавијег.
Фронт се хитно морао стабилизовати, и најтежи од свих сектора био је додељен Хајнрицију. 26. јануара 1942. била му је поверена команда над скоро бедним остацима 4. армије која је, држећи положаје директно наспрам Москве, представљала тежишно упориште немачког фронта. Свако значајније повлачење на том делу фронта угрозило би армије на крилима и могло би довести до потпуног расула.
Хајнрици је преузео команду једног јако хладног дана – температура је била -41 °C. Вода се смрзавала чак и у котловима локомотива, митраљези нису функционисали, ровове и заклоне није било могуће копати јер је земља била тврда као челик. Слабо обучени Хајнрицијеви војници су се борили у снегу до појаса а с обрва и бркова су им висиле леденице. Наређено ми је да држим положај док не почне велики напад којим ће Москва коначно бити заузета, причао је касније генерал-пуковник, а око мене војници су умирали и то не само од совјетских метака. Многи су се једноставно смрзли.
Хајнрици је те положаје задржао безмало десет недеља. Служио се свим што му је било на располагању, уобичајеним и неуобичајеним методама. Подстицао је своје војнике, храбрио их, унапређивао, смењивао, непрестано пркосећи бескомпромисном, категоричном Хитлеровом наређењу да успостави starre Verteidigung – (круту одбрану). Штаб 4. армије је у пролеће 1942. године установио да је током дуге зиме Хајнрици одржао положаје иако је совјетска надмоћ повремено достизала и однос 12:1.
Хајнирици је пред Москвом усавршио један тактички потез по коме је заправо и постао познат. Кад би сазнао да на неком сектору фронта предстоји совјетски напад наредио би војницима да се у току ноћи пре напада повуку на нове положаје два – три километра иза првих линија. Тако би се руска артиљеријска припрема сручила на празне ровове. Било је то као ударање по празном џаку, рекао је Хајнрици. Совјетски напад је брзо губио замах јер су моји војници, недирнути, чекали спремни, а након тога су у борбу ступале и јединице из сектора који нису били нападнути и заузимале првобитно напуштене положаје.
Најтеже у свему томе било је сазнати кад Совјети намеравају да изврше напад. На основу запажања обавештајаца, извештаја извиђачких патрола и изјава заробљеника али посебно захваљујући неком необичном шестом чулу Хајнрици је најчешће био у стању да предвиди време и место с готово математичком прецизношћу.
Наравно, метод није било могуће увек применити, али кад би то и радио Хајнрици је морао бити веома, веома опрезан – Хитлер је без оклевања хапсио па чак и наређивао да стрељају генерала који би прекршио његово наређење о забрани повлачења. Иако без његовог допуштења нисмо практично смели да преместимо стражара од прозора до врата, написао је касније Хајнрици, неки од нас су налазили начина да изврдају бар она у правом смислу самоубилачка наређења, кад год је то било могуће.
Из разлога који су више него очигледни, Хајнрици никад није био Хитлеров миљеник нити је био омиљен на Хитлеровом двору. Његов аристократски изглед и војнички конзервативно васпитање присиљавали су га да остане веран заклетви коју је дао Фиреру али је зато налоге једне много више власти стављао на прво место. Због својих религиозних схватања Хајнрици се замерио Хитлеру већ на самом почетку рата.
Као син протестантског свештеника, Хајнрици је имао обичај да сваког дана прочита један одељак из Светог писма, недељом је одлазио у цркву и инсистирао је да се верски обреди за војнике редовно одржавају. Таква пракса се није ни најмање свиђала Хитлеру. Хајнрици је више пута био дискретно упозорен да Хитлер сматра да није згодно да један генерал јавно одлази у цркву. Током једног путовања у Немачку, док је проводио одсуство у Минстеру у Вестфалији, Хајнриција је посетио један високи функционер Националсоцијалистичке партије упућен из Берлина са специјалним налогом да разговора с њим. Од њега је Хајнрици, који никад није био члан Националсоцијалистичке партије, чуо да по Хитлеровом мишљењу верске активности нису у складу с циљевим националсоцијализма. Хајнрици је веома хладно саслушао упозорење. Следеће недеље је са супругом, сином и ћерком, као и обично, отишао у цркву.
Због свега тога је напредовао веома споро и унапређиван је тек после дуготрајног натезања. Не би уопште био унапређиван да није показао изузетне способности као командант и да његови претпостављени, посебно фелдмаршал Гинтер фон Клуге, нису инсистирали на његовом унапређивању.
Крајем 1943. Хајнрици је опет навукао непријатељство због религије, но овај пут Рајхсмаршала Хермана Геринга. Геринг га је пред Хитлером жестоко напао да током повлачења 4. армије није спровео Фирерово наређење о политици спаљене земље. Посебно је нагласио да је генерал свесно прекршио наређење да се спале или разоре све употребљиве зграде у Смоленску; у граду је, поред других зграда, остала неоштећена и велика, стара црква. Хајнрици је достојанствено објаснио да кроз запаљени град не би могао повући своје трупе. Одговор није задовољио ни Хитлера ни Геринга, али је војнички био довољно логичан да спречи да генерала Хајнриција изведу пред војни суд.
Међутим, Хитлер му то није заборавио. Хајнрици је патио од желучаних проблема који су били последица тровања бојним отровом у Првом светском рату. Убрзо након инцидента с Хитлером и Герингом, Хитлер је позивајући се на те тегобе, повукао Хајнриција из активне службе због “нарушеног здравља”. Био је упућен на опоравак у Карлове Вари у тадашњој Чехословачкој и ту је према Хајнрицијевим речима био “једноставно остављен да седи”. Неколико недеља након што је ослобођен дужности, Совјети су први пут пробили фронт 4. армије.
Хајнрици је провео у Карловим Варима првих неколико месеци 1944. године пратећи из даљине апокалиптичне догађаје који су полако претварали Хитлеров Хиљадугодишњи Рајх у гомилу рушевина – искрцавање Савезника у Нормандији у јуну; напредовање Енглеза и Американаца кроз Италију и заузимање Рима 5. јуна 1944; неуспешни покушај атентата на Хитлера 20. јула; незадрживе офанзиве и напредовање Совјета кроз источну Европу. Како је ситуација постајала све критичнија, Хајнрици је све теже подносио присилну неактивност. Добио би команду да се понизно обратио Хитлеру, али то није хтео да учини.
Током тог периода велики немачки команданти и фелдмаршали су отишли – Ервин Ромел, Ерих фон Манштајн, Герд фон Рундштет, Гинтер фон Клуге – команданти који су односили победе. Коначно је, крајем лета 1944, после осам месеци принудног мировања, Хајнрици добио наређење да се врати на дужност. Овог пута је био послат у Мађарску, као командант тешко притиснуте немачке 1. оклопне и 1. мађарске армије.
Хајнрици је и у Мађарској наставио да ратује на свој начин. У јеку битке генерал-пуковник Фердинанд Шернер, Хитлеров миљеник и Хајнрицијев претпостављени у Мађарској, издао је директиву да сваки војник затечен иза линије фронта без одговарајућих докумената буде сместа погубљен а његов леш јавно изложен као упозорење осталима. Хајнрици, револтиран таквим наређењем, љутито је одговорио: Тамо где ја заповедам никад нису биле примењиване такве методе, и никад неће бити.
Иако је био приморан да се повуче из северне Мађарске у Чехословачку, бранио је сваку стопу терена тако упорно да је 3. марта 1945. сазнао да је одликован Мачевима уз раније добијени Витешки крст с храстовим лишћем – што је било било невероватно достигнуће за човека на кога је Хитлер гледао с тако мало симпатија.
Убрзо након тога, генерал-пуковник Готхард Хајнрици је добио наређење да се 22. марта јави у Цосен, генерал-пуковнику Хајнцу Гудеријану, начелнику штаба Врховне команде копнене војске да би добио тежак, али класичан задатак: требало је да преузме команду над Групом армија “Висла” да би задржао Совјете на реци Одри и спасио Берлин. Од те Групе армија је зависила судбина града Берлина и Немачке као државе.
Комплетан штаб генерал-пуковника Хајнриција је био запањен кад је добио наређење да се јави у Врховну команду копнене војске. Начелник штаба га је упитао: Зар ћете заиста прихватити ту дужност?
Његови саборцу су били уверени да Хајнрици, човек без длаке на језику, просто срља у сигурну пропаст. Као заповедник фронта на Одри, последње значајне линије одбране између Црвене армије и Берлина биће под сталним надзором Хитлера и његових дворских будала, како их је назвао један од Хајнрицијевих официра. Хајнрици није никада био полтрон, никад није научио да улепшава чињенице и као такав морао је доћи у сукоб с људима око Фирера, а свима је било добро познато како пролазе људи који се не слажу с Хитлером.
Што су могли дискретније, официри блиски Хајнрицију су предлагали да нађе неки изговор и одбије постављење. Можда би се могао послужити здравственим разлозима? Изненађен, Хајнрици је једноставно рекао да ће извршити наређење као сваки војник Шулц или Шмит. Хајнрици је након рата изјавио да су га чланови његовог штаба, док се с њима поздрављао одлазећи да прими нову дужност, посматрали као да је јагње које воде на клање.
Те, 1945. године, да би превалио пут кроз немачку територију дужине 800 km, од северне Мађарске до Цосена, генерал-пуковник Хајнрици је морао да крене пре свитања. Авионом су се он и његов ађутант, капетан фон Била, пребацили до Бауцена у близини чешко-немачке границе а одатле су наставили путовање колима. Сваки сат који је пролазио доводио је педесет осмогодишњег Хајнриција, једног од најбољих немачких мајстора одбране, све ближе највећем искушењу у његовој четрдесетогодишњој војничкој каријери.
Иако нису били интимни пријатељи Гудеријан и Хајнрици су се већ годинама познавали и узајамно су се поштовали као професионални војници и били су уопште слободни да разговарају слободно и без формалности. Хајнрици је, како сведоче и његова и Гудеријанова сећања, наступио веома отворено: Генерале, долазим из мађарске дивљине. О Групи армија Висла не знам скоро ништа - ни какав је њен састав ни каква је тренутна ситуација на Одри!
Гудеријан је узвратио такође веома искрено: Треба да Вам кажем, Хајнрици, да Вам Фирер није хтео поверити ову дужност: Имао је у виду неког другог. За све сам одговоран ја. Рекао сам Фиреру да сте управо Ви човек који нам је потребан: У почетку није хтео ни да разговара о Вама. На крају ми је ипак успело да га наговорим.
Прво му је Гудеријан изложио општу ратну ситуацију на свим фронтовима. Била је изгубљена добра трећина Немачке, прегажена Англо-Американцима који су надирали са запада и Црвеном армијом са истока. Трећи рајх се свео на део који је лежао између две велике водене препреке: Рајне на западу и Одре са притоком Нисом на истоку. Поред тога, велике индустријске области које су још биле под контролом Рајха, даноноћно биле изложене савезничком бомбардовању.
На западу, армије под командом генерала Двајта Ајзенхауера, биле су на западној обали Рајне, у дужини од 800 km од Северног мора до швајцарске границе. На једном месту чак су биле прешле Рајну. 7. марта 1945. Американци су заузели мост код Ремагена, јужно од Бона, пре него што су Немци успели да га сруше, и на источној обали су успоставили мостобран широк 19 а дубок 8 km. Очекивало се да ће мостобрани бити успостављени и на другим местима.
На истоку, совјетске јединице су преплавиле источну Европу на фронту широком преко 1000 km, од Балтичко море до јужне границе Мађарске. У самој Немачкој стајале су дуж река Одре и Нисе и ужурбано се спремале. Извиђачки авиони јављали су о рекама трупа и опреме који су се кретали ка фронту, а железничким пругама кретали су се возови натоварени топовима и ратним материјалом. Путеви су били закрчени тенковима, моторним и запрежним возилима и јединицама у усиљеном маршу. Није могло бити ни приближно утврђено са каквим би снагама Црвена армија могла да крене у офанзиву, али је у самој Немачкој установљено присуство три групе армија. Највећа концентрација је била насупрот Групи армија Висла.
Након тога Гудеријан је Хајнрицију на мапама објаснио ситуацију са којом је требало да се суочи. Положаји Групе армија Висла протезали су се 280 km у дужину - од балтичке обале до ушћа Нисе у Одру у Шлезији, где се спајала са линијом која је представљала положаје генерал-пуковника Шернера. Линија фронта је већим својим делом ишла дуж западне обале Одре, али су на источној обали још постојала три већа мостобрана - на северу код Штетина (данас Шчећин), историјског главног града Помераније, изграђеног у 13. веку, и на југу код града Кистрина (данас Костшин на Одри), и старог универзитетског средишта Франкфурта на Одри. Последња два била су у најважнијем сектору, директно насупрот Берлину.
Да би спречио пад Берлина и онемогућио Црвеној армији продор у само срце Немачке, Хајнрици је имао на располагању само две армије. Северно крило фронта је држала 3. оклопна армија под командом генерала оклопних јединица Хасоа фон Мантојфела, после Гудеријана и Ромела вероватно најбољег стручњака за тактику оклопних јединица кога је Вермахт имао. Држао је положаје у дужини од око 150 km - од обале северно од Штетина до састава Хоенцолерн канала и Одре, отприлике 45 km североисточно од Берлина. Даље ка југу, до ушћа Нисе у Одру, преосталих 130 km фронта бранио је генерал пешадије Теодор Бусе са својом 9. армијом.
Депримиран општом сликом, Хајнрици није био ни најмање изненађен величином снага Црвене армије концентрисане против њега. На Источном фронту му је постало уобичајено да се бори без ваздушне подршке, са минималним бројем тенкова и против надмоћи од најмање 9-10:1.
Гледајући ситуационе карте, Хајнрици је први пут сагледао оно што ће касније назвати целовитом и застрашујућом истином.
Иако је био свестан да има веома мало времена, Хајнрици је предузимао све што је било у његовој моћи да утврди западну обалу Одре и прелазе преко реке, упркос совјетској људској и материјалној надмоћи, и Хитлеровом убеђењу да Црвена армија неће напасти Берлин већ Праг.
Предвођена маршалима Совјетског Савеза Георгије Жуковом и Иваном Коњевим Совјети су брзо напредовали ка Берлину са истока, док су му се Англо-Американци приближавали са запада. 16. априла 1945. Жуковљева армија је прешла Одру и, упркос огромним губицима које је Хајнрици успео да јој нанесе, након тродневне борбе пробила његове утврђене положаје. Истовремено са отпочињањем Жуковљевог напада на Групу армија Висла, маршал Коњев је отпочео напад на Групу армија Центар“ која је била под командом генерал-пуковника Шернера.
Након неколико дана интензивних борби Хајнрици је схватио да не може више да задржава совјетско напредовање и да ће положаји Групе армија Висла бити дословно прегажени. Због тога је наредио повлачење упркос Хитлеровом наређењу да се нико не сме повлачити без његовог изричитог личног пристанка. Такође, Хајнрици је одбио да прими одбрану самог града Берлина.
Те вечери на поноћној конференцији у Хитлеровом бункеру испод Канцеларије Рајха Хитлер се помирио са мрачном ситуацијом и одобрио му је повлачење и премештање штаба Групе армија Висла иза Берлина. 29. априла 1945, фелдмаршал Кајтел разрешио је генерал-пуковника Готхарда Хајнриција дужности команданта Групе армија Висла.
Његов положај је тад био понуђен Мантојфелу, који је одбио унапређење наводећи лоше поступке према Хајнрицију. Тада је привременом заменом именован Курт фон Типелскирх док генерал Курт Штудент не буде стигао и преузео команду.
Након смењивања Готхард Хајнрици се повукао у Плен, где се предао британским снагама 28. маја 1945.
По заробљавању Хајнрици је пребачен у заробљенички логор на острву Фарм - или познатијем као Камп 198, то јест Специјални камп IX (енгл. Camp 198/Special Camp IX), недалеко од Бриџенда, у јужном Велсу, Уједињено Краљевство.
Октобра 1947. је пребачен у заробљенички логор у САД, где је остао све до пуштања на слободу 19. маја 1948.
Генерал-пуковник Готхард Хајнрици је умро 13. децембра 1971. године.

## Унапређења
- (19. јули 1905. г.)
- - кандидат за официра у чину подофицира (19. децембар 1905. г.)
- потпоручник (18. августа 1906. г.)
- натпоручник (17. фебруар 1914. г.)
- капетан (18. јуни 1915. г.)
- мајор (1. фебруар 1926. г.)
- потпуковник (1. августа 1930. г.)
- пуковник (1. март 1933. г.)
- генерал-мајор (1. јануар 1936. г.)
- генерал-потпуковник (1. март 1938. г.)
- генерал пешадије (1. јун 1940. г.)
- генерал-пуковник (30. јануар 1943. г.)

## Одликовања
- Витешки крст Гвозденог крста: 18. септембар 1941. године, генерал пешадије, командујући генерал XXXXIII армијског корпуса на Источном фронту
- Храстово лишће (бр. 333): 24. новембар 1943. године, генерал-пуковник, галвнокомандујући 4. армије на Источном фронту
- Мачеви за Витешки крст (бр. 136): 3. март 1945. године, генерал-пуковник, главнокомандујући 1. оклопне армије на Источном фронту
- Витешки крст, одликовање пруске краљевске Хоенцолерн куће: 9. август 1918. г.
- Пруски Гвоздени крст Првог рада: 24. јули 1915. г.
- Пруски Гвоздени крст Другог реда (1914): 27. септембар 1914. г.
- 1939 плочица на Пруски Гвоздени крст Првог реда (1914): 16. мај 1940. г.
- 1939 плочица на Пруски гвоздени крст Другог реда (1914): 13. мај 1940. г.
- Сакс Кобург и Гота Карл Едуард Ратни крст
- Сакс-Кобург и Гота војвода Карл Едуард Медаља, Другог реда са Мачевима и датумом
- Одликовање куће Сакс-Вајмар-Ајзенах за са Белим соколом, Витешки крст Другог реда са мачевима
- Орден куће Сакс-Вајмар-Ајсенах за будност или Бели соко, витез 2. класе са мачевима
- Одликовање војводске куће Сакс-Ернестин, Витешки крст Другог реда са мачевима
- Реус Крст части, Трећег реда са Мачевима
- Шварцбург Крст части, Трећег реда са Мачевима
- Хамбуршко-Ханзеатски крст
- Ратнички Крст части за 1914—1918.
- Награда за дуго службовање у оружаним снагама, првог реда (крст за 25 година службе)
- Награда за дуго службовање у оружаним снагама, трећег реда (медаља за 12 година службе)
- Аустријски војни крст за храброст, трећег реда са ратним украсима
- Медаља за Зимски поход у Русији 1941/1942